# Makreelhaai
Makreelhaai of Mako(haai) (Isurus) is een geslacht van haaien
en bevat twee soorten:
- Isurus oxyrinchus – Kortvinmakreelhaai
- Isurus paucus – Langvinmakreelhaai

Ook zijn er een aantal uitgestorven soorten:
- † Isurus americanus
- † Isurus desori
- † Isurus mantelli
- † Isurus novus
- † Isurus praecursor
- † Isurus retroflexus
- † Isurus shoutedeni
- † Isurus willsoni
- † Isurus winkleri